# Französisches Casino

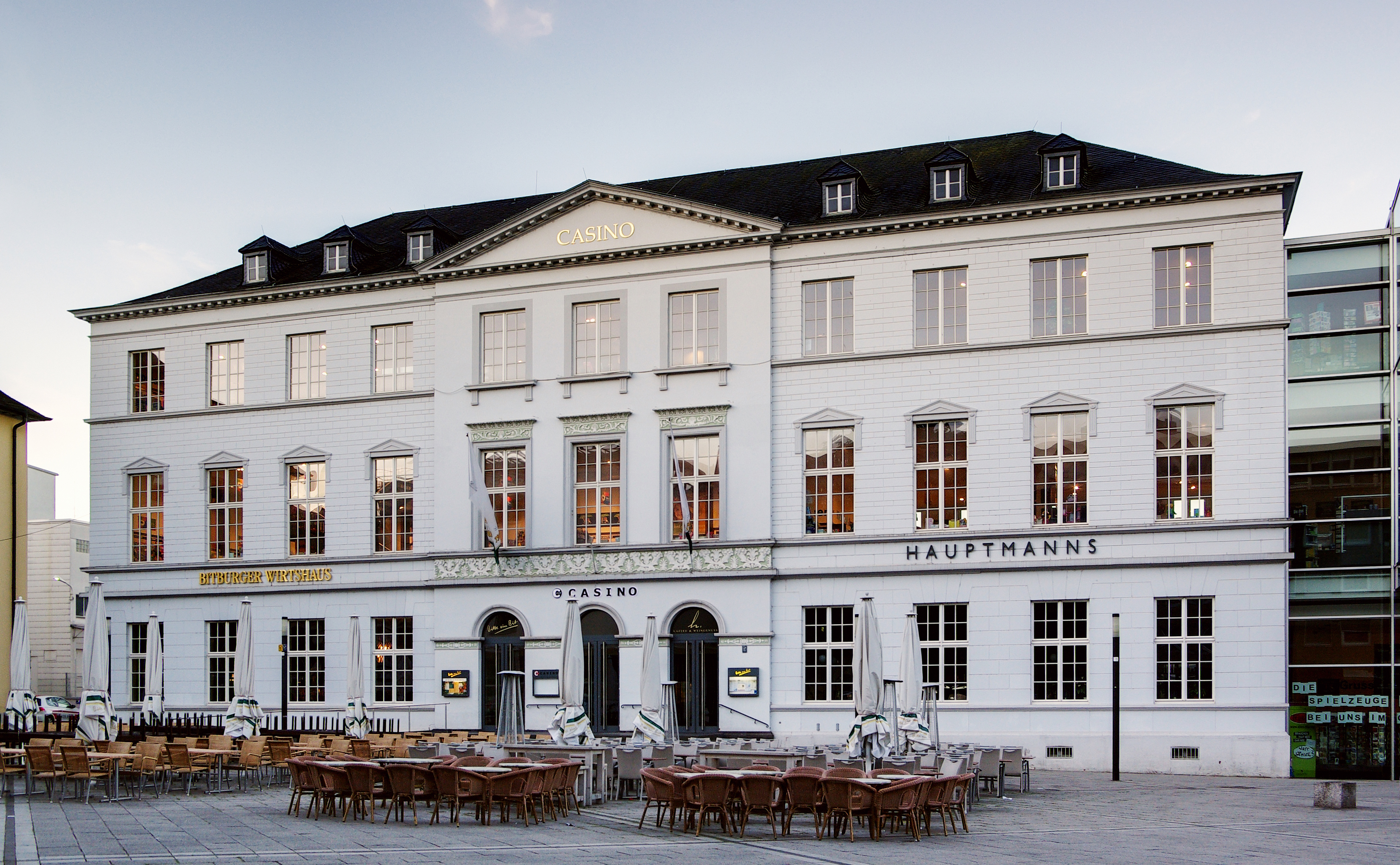
Französisches Casino bei Abenddämmerung

Das ehemalige französische Offizierscasino ist ein Gebäude am Trierer Kornmarkt. 
Es wurde in den Jahren 1824–1825 vom Bauinspektor und Stadtbaumeister Johann Georg Wolff als Sitz der „Trierer Lesegesellschaft“ im klassizistischen Stil erbaut. Im Zweiten Weltkrieg wurde es 1944 bis auf die Außenmauern zerstört, danach bis 1999 von den französischen Besatzungssoldaten als Casino genutzt. Beim Wiederaufbau nach dem Krieg stellte man die Außenfassade originalgetreu wieder her. Im Inneren entstand ein für die damalige Zeit typisches Foyer mit geschwungener Treppe, die bei der letzten Sanierung erhalten wurde. 
Nach zweijähriger Sanierung wird ein Teil des Gebäudes mit 2500 Quadratmeter Nutzfläche seit 2004 überwiegend gastronomisch genutzt. In einem anderen Teil, unter anderem im Obergeschoss, befindet sich eine Buchhandlung. 